# Volta a l'Algarve 2024
La Volta a l'Algarve 2024 fou la 50a edició de la Volta a l'Algarve. La cursa es disputà entre el 14 i el 18 de febrer de 2024, amb un recorregut de 752,7 km repartits entre un cinc etapes. La cursa formà part de l'UCI ProSeries 2024, en la categoria 2.Pro.
El vencedor final fou el belga Remco Evenepoel (Soudal Quick-Step), que s'imposà a Daniel Martínez Poveda (Bora-Hansgrohe) i Jan Tratnik (Team Visma-Lease a Bike), segon i tercer respectivament.

## Equips
L'organització convidà a 25 equips a prendre part en aquesta cursa.
| WorldTeams (13)- Alpecin-Deceuninck - Arkéa-B&B Hotels - Astana Qazaqstan Team - Bora-Hansgrohe - EF Education-EasyPost - Groupama-FDJ - Ineos Grenadiers - Intermarché-Wanty - Lidl-Trek - Soudal Quick-Step - Team dsm-firmenich PostNL - UAE Team Emirates - Team Visma \| Lease a Bike ProTeams (3)- Caja Rural-Seguros RGA - Tudor Pro Cycling Team - Uno-X Mobility Equips continentals (9)- ABTF Betão-Feirense - AP Hotels & Resorts-Tavira-SC Farense - Aviludo-Louletano-Loulé Concelho - Credibom-La Alumínios-Marcos Car - Efapel Cycling - Kelly-Simoldes-UDO - Rádio Popular-Paredes-Boavista - Sabgal / Anicolor - Tavfer-Ovos Matinados-Mortágua |
| |

## Etapes
| Etapa    | Data      | Ciutats d'etapa                     | type                      | Distància (km) | Vencedor de l'etapa    | Líder de la general    |
| -------- | --------- | ----------------------------------- | ------------------------- | -------------- | ---------------------- | ---------------------- |
| 1a etapa | 14 de feb | Portimão – Lagos                    | etapa accidentada         | 200,8          | Gerben Thijssen        | Gerben Thijssen        |
| 2a etapa | 15 de feb | Lagoa – Fóia                        | etapa de mitja muntanya   | 171,9          | Daniel Martínez Poveda | Daniel Martínez Poveda |
| 3a etapa | 16 de feb | Vila Real de Santo António – Tavira | etapa accidentada         | 192,2          | Wout van Aert          | Daniel Martínez Poveda |
| 4a etapa | 17 de feb | Albufeira – Albufeira               | contrarellotge individual | 22             | Remco Evenepoel        | Remco Evenepoel        |
| 5a etapa | 18 de feb | Faro – Alto do Malhão               | etapa de mitja muntanya   | 165,8          | Daniel Martínez Poveda | Remco Evenepoel        |

### Etapa 1
| \| Classificació de l'etapa \| Classificació de l'etapa \| Classificació de l'etapa \| Classificació de l'etapa \| Classificació de l'etapa \| \| Corredor \| Corredor \| Equip \| Temps \| \| \| ------------------------ \| ------------------------ \| ------------------------- \| ------------------------ \| ------------------------ \| \| 1r \| Gerben Thijssen \| Intermarché-Wanty \| 4h 52' 04" \| \| \| 2n \| Marijn van den Berg \| EF Education-EasyPost \| + 0" \| \| \| 3r \| Jordi Meeus \| Bora-Hansgrohe \| + 0" \| \| \| 4t \| Lars Boven \| Alpecin-Deceuninck \| + 0" \| \| \| 5è \| Arnaud Démare \| Arkéa-B&B Hotels \| + 0" \| \| \| 6è \| Rui Oliveira \| UAE Team Emirates \| + 0" \| \| \| 7è \| Jasper Stuyven \| Lidl-Trek \| + 0" \| \| \| 8è \| Kim Heiduk \| Ineos Grenadiers \| + 0" \| \| \| 9è \| Luís Mendonça \| Sabgal-Anicolor \| + 0" \| \| \| 10è \| Casper van Uden \| Team dsm-firmenich PostNL \| + 0" \| \| |                     |                           |            |
| |                     |                           |            |
| Font: ProCyclingStats |                     |                           |            |
| Classificació de l'etapa |                     |                           |            |
| Corredor | Corredor            | Equip                     | Temps      |
| 1r | Gerben Thijssen     | Intermarché-Wanty         | 4h 52' 04" |
| 2n | Marijn van den Berg | EF Education-EasyPost     | + 0"       |
| 3r | Jordi Meeus         | Bora-Hansgrohe            | + 0"       |
| 4t | Lars Boven          | Alpecin-Deceuninck        | + 0"       |
| 5è | Arnaud Démare       | Arkéa-B&B Hotels          | + 0"       |
| 6è | Rui Oliveira        | UAE Team Emirates         | + 0"       |
| 7è | Jasper Stuyven      | Lidl-Trek                 | + 0"       |
| 8è | Kim Heiduk          | Ineos Grenadiers          | + 0"       |
| 9è | Luís Mendonça       | Sabgal-Anicolor           | + 0"       |
| 10è | Casper van Uden     | Team dsm-firmenich PostNL | + 0"       |

| \| Classificació general \| Classificació general \| Classificació general \| Classificació general \| Classificació general \| \| Corredor \| Corredor \| Equip \| Temps \| \| \| --------------------- \| --------------------- \| -------------------------------- \| --------------------- \| --------------------- \| \| 1r \| Gerben Thijssen \| Intermarché-Wanty \| 4h 51' 54" \| \| \| 2n \| Marijn van den Berg \| EF Education-EasyPost \| + 4" \| \| \| 3r \| Tobias Bayer \| Alpecin-Deceuninck \| + 4" \| \| \| 4t \| Jordi Meeus \| Bora-Hansgrohe \| + 6" \| \| \| 5è \| Tomás Contte \| Aviludo-Louletano-Loulé Concelho \| + 8" \| \| \| 6è \| Lars Boven \| Alpecin-Deceuninck \| + 10" \| \| \| 7è \| Arnaud Démare \| Arkéa-B&B Hotels \| + 10" \| \| \| 8è \| Rui Oliveira \| UAE Team Emirates \| + 10" \| \| \| 9è \| Jasper Stuyven \| Lidl-Trek \| + 10" \| \| \| 10è \| Kim Heiduk \| Ineos Grenadiers \| + 10" \| \| |                     |                                  |            |
| |                     |                                  |            |
| Font: ProCyclingStats |                     |                                  |            |
| Classificació general |                     |                                  |            |
| Corredor | Corredor            | Equip                            | Temps      |
| 1r | Gerben Thijssen     | Intermarché-Wanty                | 4h 51' 54" |
| 2n | Marijn van den Berg | EF Education-EasyPost            | + 4"       |
| 3r | Tobias Bayer        | Alpecin-Deceuninck               | + 4"       |
| 4t | Jordi Meeus         | Bora-Hansgrohe                   | + 6"       |
| 5è | Tomás Contte        | Aviludo-Louletano-Loulé Concelho | + 8"       |
| 6è | Lars Boven          | Alpecin-Deceuninck               | + 10"      |
| 7è | Arnaud Démare       | Arkéa-B&B Hotels                 | + 10"      |
| 8è | Rui Oliveira        | UAE Team Emirates                | + 10"      |
| 9è | Jasper Stuyven      | Lidl-Trek                        | + 10"      |
| 10è | Kim Heiduk          | Ineos Grenadiers                 | + 10"      |

### Etapa 2
| \| Classificació de l'etapa \| Classificació de l'etapa \| Classificació de l'etapa \| Classificació de l'etapa \| Classificació de l'etapa \| \| Corredor \| Corredor \| Equip \| Temps \| \| \| ------------------------ \| ------------------------ \| -------------------------- \| ------------------------ \| ------------------------ \| \| 1r \| Daniel Martínez Poveda \| Bora-Hansgrohe \| 4h 40' 21" \| \| \| 2n \| Remco Evenepoel \| Soudal Quick-Step \| + 0" \| \| \| 3r \| Sepp Kuss \| Team Visma \\| Lease a Bike \| + 6" \| \| \| 4t \| Sergio Higuita García \| Bora-Hansgrohe \| + 7" \| \| \| 5è \| Jan Tratnik \| Team Visma \\| Lease a Bike \| + 8" \| \| \| 6è \| Thomas Pidcock \| Ineos Grenadiers \| + 9" \| \| \| 7è \| Tao Geoghegan Hart \| Lidl-Trek \| + 9" \| \| \| 8è \| Thymen Arensman \| Ineos Grenadiers \| + 12" \| \| \| 9è \| Mikel Landa Meana \| Soudal Quick-Step \| + 13" \| \| \| 10è \| Cristian Scaroni \| Astana Qazaqstan Team \| + 17" \| \| |                        |                            |            |
| |                        |                            |            |
| Font: ProCyclingStats |                        |                            |            |
| Classificació de l'etapa |                        |                            |            |
| Corredor | Corredor               | Equip                      | Temps      |
| 1r | Daniel Martínez Poveda | Bora-Hansgrohe             | 4h 40' 21" |
| 2n | Remco Evenepoel        | Soudal Quick-Step          | + 0"       |
| 3r | Sepp Kuss              | Team Visma \| Lease a Bike | + 6"       |
| 4t | Sergio Higuita García  | Bora-Hansgrohe             | + 7"       |
| 5è | Jan Tratnik            | Team Visma \| Lease a Bike | + 8"       |
| 6è | Thomas Pidcock         | Ineos Grenadiers           | + 9"       |
| 7è | Tao Geoghegan Hart     | Lidl-Trek                  | + 9"       |
| 8è | Thymen Arensman        | Ineos Grenadiers           | + 12"      |
| 9è | Mikel Landa Meana      | Soudal Quick-Step          | + 13"      |
| 10è | Cristian Scaroni       | Astana Qazaqstan Team      | + 17"      |

| \| Classificació general \| Classificació general \| Classificació general \| Classificació general \| Classificació general \| \| Corredor \| Corredor \| Equip \| Temps \| \| \| --------------------- \| ---------------------- \| -------------------------- \| --------------------- \| --------------------- \| \| 1r \| Daniel Martínez Poveda \| Bora-Hansgrohe \| 9h 32' 14" \| \| \| 2n \| Remco Evenepoel \| Soudal Quick-Step \| + 4" \| \| \| 3r \| Sepp Kuss \| Team Visma \\| Lease a Bike \| + 12" \| \| \| 4t \| Sergio Higuita García \| Bora-Hansgrohe \| + 16" \| \| \| 5è \| Jan Tratnik \| Team Visma \\| Lease a Bike \| + 18" \| \| \| 6è \| Tao Geoghegan Hart \| Lidl-Trek \| + 18" \| \| \| 7è \| Thomas Pidcock \| Ineos Grenadiers \| + 18" \| \| \| 8è \| Thymen Arensman \| Ineos Grenadiers \| + 23" \| \| \| 9è \| Mikel Landa Meana \| Soudal Quick-Step \| + 23" \| \| \| 10è \| Cristian Scaroni \| Astana Qazaqstan Team \| + 28" \| \| |                        |                            |            |
| |                        |                            |            |
| Font: ProCyclingStats |                        |                            |            |
| Classificació general |                        |                            |            |
| Corredor | Corredor               | Equip                      | Temps      |
| 1r | Daniel Martínez Poveda | Bora-Hansgrohe             | 9h 32' 14" |
| 2n | Remco Evenepoel        | Soudal Quick-Step          | + 4"       |
| 3r | Sepp Kuss              | Team Visma \| Lease a Bike | + 12"      |
| 4t | Sergio Higuita García  | Bora-Hansgrohe             | + 16"      |
| 5è | Jan Tratnik            | Team Visma \| Lease a Bike | + 18"      |
| 6è | Tao Geoghegan Hart     | Lidl-Trek                  | + 18"      |
| 7è | Thomas Pidcock         | Ineos Grenadiers           | + 18"      |
| 8è | Thymen Arensman        | Ineos Grenadiers           | + 23"      |
| 9è | Mikel Landa Meana      | Soudal Quick-Step          | + 23"      |
| 10è | Cristian Scaroni       | Astana Qazaqstan Team      | + 28"      |

### Etapa 3
| \| Classificació de l'etapa \| Classificació de l'etapa \| Classificació de l'etapa \| Classificació de l'etapa \| Classificació de l'etapa \| \| Corredor \| Corredor \| Equip \| Temps \| \| \| ------------------------ \| ------------------------ \| -------------------------- \| ------------------------ \| ------------------------ \| \| 1r \| Wout van Aert \| Team Visma \\| Lease a Bike \| 4h 50' 57" \| \| \| 2n \| Rui Oliveira \| UAE Team Emirates \| + 0" \| \| \| 3r \| Marius Mayrhofer \| Tudor Pro Cycling Team \| + 0" \| \| \| 4t \| Gerben Thijssen \| Intermarché-Wanty \| + 0" \| \| \| 5è \| Stefan Bissegger \| EF Education-EasyPost \| + 0" \| \| \| 6è \| Rasmus Tiller \| Uno-X Mobility \| + 0" \| \| \| 7è \| Jasper Stuyven \| Lidl-Trek \| + 0" \| \| \| 8è \| Magnus Cort Nielsen \| Uno-X Mobility \| + 0" \| \| \| 9è \| Yevgeniy Fedorov \| Astana Qazaqstan Team \| + 0" \| \| \| 10è \| Santiago Mesa \| Efapel Cycling \| + 0" \| \| |                     |                            |            |
| |                     |                            |            |
| Font: ProCyclingStats |                     |                            |            |
| Classificació de l'etapa |                     |                            |            |
| Corredor | Corredor            | Equip                      | Temps      |
| 1r | Wout van Aert       | Team Visma \| Lease a Bike | 4h 50' 57" |
| 2n | Rui Oliveira        | UAE Team Emirates          | + 0"       |
| 3r | Marius Mayrhofer    | Tudor Pro Cycling Team     | + 0"       |
| 4t | Gerben Thijssen     | Intermarché-Wanty          | + 0"       |
| 5è | Stefan Bissegger    | EF Education-EasyPost      | + 0"       |
| 6è | Rasmus Tiller       | Uno-X Mobility             | + 0"       |
| 7è | Jasper Stuyven      | Lidl-Trek                  | + 0"       |
| 8è | Magnus Cort Nielsen | Uno-X Mobility             | + 0"       |
| 9è | Yevgeniy Fedorov    | Astana Qazaqstan Team      | + 0"       |
| 10è | Santiago Mesa       | Efapel Cycling             | + 0"       |

| \| Classificació general \| Classificació general \| Classificació general \| Classificació general \| Classificació general \| \| Corredor \| Corredor \| Equip \| Temps \| \| \| --------------------- \| ---------------------- \| -------------------------- \| --------------------- \| --------------------- \| \| 1r \| Daniel Martínez Poveda \| Bora-Hansgrohe \| 14h 23' 11" \| \| \| 2n \| Remco Evenepoel \| Soudal Quick-Step \| + 4" \| \| \| 3r \| Sepp Kuss \| Team Visma \\| Lease a Bike \| + 12" \| \| \| 4t \| Sergio Higuita García \| Bora-Hansgrohe \| + 16" \| \| \| 5è \| Jan Tratnik \| Team Visma \\| Lease a Bike \| + 18" \| \| \| 6è \| Thomas Pidcock \| Ineos Grenadiers \| + 18" \| \| \| 7è \| Wout van Aert \| Team Visma \\| Lease a Bike \| + 22" \| \| \| 8è \| Thymen Arensman \| Ineos Grenadiers \| + 23" \| \| \| 9è \| Mikel Landa Meana \| Soudal Quick-Step \| + 23" \| \| \| 10è \| Cristian Scaroni \| Astana Qazaqstan Team \| + 28" \| \| |                        |                            |             |
| |                        |                            |             |
| Font: ProCyclingStats |                        |                            |             |
| Classificació general |                        |                            |             |
| Corredor | Corredor               | Equip                      | Temps       |
| 1r | Daniel Martínez Poveda | Bora-Hansgrohe             | 14h 23' 11" |
| 2n | Remco Evenepoel        | Soudal Quick-Step          | + 4"        |
| 3r | Sepp Kuss              | Team Visma \| Lease a Bike | + 12"       |
| 4t | Sergio Higuita García  | Bora-Hansgrohe             | + 16"       |
| 5è | Jan Tratnik            | Team Visma \| Lease a Bike | + 18"       |
| 6è | Thomas Pidcock         | Ineos Grenadiers           | + 18"       |
| 7è | Wout van Aert          | Team Visma \| Lease a Bike | + 22"       |
| 8è | Thymen Arensman        | Ineos Grenadiers           | + 23"       |
| 9è | Mikel Landa Meana      | Soudal Quick-Step          | + 23"       |
| 10è | Cristian Scaroni       | Astana Qazaqstan Team      | + 28"       |

### Etapa 4
| \| Classificació de l'etapa \| Classificació de l'etapa \| Classificació de l'etapa \| Classificació de l'etapa \| Classificació de l'etapa \| \| Corredor \| Corredor \| Equip \| Temps \| \| \| ------------------------ \| ------------------------ \| -------------------------- \| ------------------------ \| ------------------------ \| \| 1r \| Remco Evenepoel \| Soudal Quick-Step \| 27' 09" \| \| \| 2n \| Magnus Sheffield \| Ineos Grenadiers \| + 16" \| \| \| 3r \| Stefan Küng \| Groupama-FDJ \| + 29" \| \| \| 4t \| Isaac del Toro \| UAE Team Emirates \| + 37" \| \| \| 5è \| Mattia Cattaneo \| Soudal Quick-Step \| + 46" \| \| \| 6è \| Filippo Ganna \| Ineos Grenadiers \| + 47" \| \| \| 7è \| Ben Healy \| EF Education-EasyPost \| + 48" \| \| \| 8è \| Daniel Martínez Poveda \| Bora-Hansgrohe \| + 51" \| \| \| 9è \| Rune Herregodts \| Intermarché-Wanty \| + 58" \| \| \| 10è \| Jan Tratnik \| Team Visma \\| Lease a Bike \| + 58" \| \| |                        |                            |         |
| |                        |                            |         |
| Font: ProCyclingStats |                        |                            |         |
| Classificació de l'etapa |                        |                            |         |
| Corredor | Corredor               | Equip                      | Temps   |
| 1r | Remco Evenepoel        | Soudal Quick-Step          | 27' 09" |
| 2n | Magnus Sheffield       | Ineos Grenadiers           | + 16"   |
| 3r | Stefan Küng            | Groupama-FDJ               | + 29"   |
| 4t | Isaac del Toro         | UAE Team Emirates          | + 37"   |
| 5è | Mattia Cattaneo        | Soudal Quick-Step          | + 46"   |
| 6è | Filippo Ganna          | Ineos Grenadiers           | + 47"   |
| 7è | Ben Healy              | EF Education-EasyPost      | + 48"   |
| 8è | Daniel Martínez Poveda | Bora-Hansgrohe             | + 51"   |
| 9è | Rune Herregodts        | Intermarché-Wanty          | + 58"   |
| 10è | Jan Tratnik            | Team Visma \| Lease a Bike | + 58"   |

| \| Classificació general \| Classificació general \| Classificació general \| Classificació general \| Classificació general \| \| Corredor \| Corredor \| Equip \| Temps \| \| \| --------------------- \| ---------------------- \| -------------------------- \| --------------------- \| --------------------- \| \| 1r \| Remco Evenepoel \| Soudal Quick-Step \| 14h 50' 24" \| \| \| 2n \| Daniel Martínez Poveda \| Bora-Hansgrohe \| + 47" \| \| \| 3r \| Jan Tratnik \| Team Visma \\| Lease a Bike \| + 1' 12" \| \| \| 4t \| Wout van Aert \| Team Visma \\| Lease a Bike \| + 1' 18" \| \| \| 5è \| Stefan Küng \| Groupama-FDJ \| + 1' 18" \| \| \| 6è \| Ben Healy \| EF Education-EasyPost \| + 1' 20" \| \| \| 7è \| Thymen Arensman \| Ineos Grenadiers \| + 1' 23" \| \| \| 8è \| Magnus Sheffield \| Ineos Grenadiers \| + 1' 34" \| \| \| 9è \| António Morgado \| UAE Team Emirates \| + 1' 39" \| \| \| 10è \| Thomas Pidcock \| Ineos Grenadiers \| + 1' 44" \| \| |                        |                            |             |
| |                        |                            |             |
| Font: ProCyclingStats |                        |                            |             |
| Classificació general |                        |                            |             |
| Corredor | Corredor               | Equip                      | Temps       |
| 1r | Remco Evenepoel        | Soudal Quick-Step          | 14h 50' 24" |
| 2n | Daniel Martínez Poveda | Bora-Hansgrohe             | + 47"       |
| 3r | Jan Tratnik            | Team Visma \| Lease a Bike | + 1' 12"    |
| 4t | Wout van Aert          | Team Visma \| Lease a Bike | + 1' 18"    |
| 5è | Stefan Küng            | Groupama-FDJ               | + 1' 18"    |
| 6è | Ben Healy              | EF Education-EasyPost      | + 1' 20"    |
| 7è | Thymen Arensman        | Ineos Grenadiers           | + 1' 23"    |
| 8è | Magnus Sheffield       | Ineos Grenadiers           | + 1' 34"    |
| 9è | António Morgado        | UAE Team Emirates          | + 1' 39"    |
| 10è | Thomas Pidcock         | Ineos Grenadiers           | + 1' 44"    |

### Etapa 5
| \| Classificació de l'etapa \| Classificació de l'etapa \| Classificació de l'etapa \| Classificació de l'etapa \| Classificació de l'etapa \| \| Corredor \| Corredor \| Equip \| Temps \| \| \| ------------------------ \| ------------------------ \| -------------------------- \| ------------------------ \| ------------------------ \| \| 1r \| Daniel Martínez Poveda \| Bora-Hansgrohe \| 3h 55' 35" \| \| \| 2n \| Remco Evenepoel \| Soudal Quick-Step \| + 0" \| \| \| 3r \| Thomas Pidcock \| Ineos Grenadiers \| + 3" \| \| \| 4t \| Cristian Scaroni \| Astana Qazaqstan Team \| + 7" \| \| \| 5è \| Jan Tratnik \| Team Visma \\| Lease a Bike \| + 7" \| \| \| 6è \| Sepp Kuss \| Team Visma \\| Lease a Bike \| + 7" \| \| \| 7è \| Tao Geoghegan Hart \| Lidl-Trek \| + 16" \| \| \| 8è \| Ben Healy \| EF Education-EasyPost \| + 16" \| \| \| 9è \| Thymen Arensman \| Ineos Grenadiers \| + 16" \| \| \| 10è \| António Morgado \| UAE Team Emirates \| + 24" \| \| |                        |                            |            |
| |                        |                            |            |
| Font: ProCyclingStats |                        |                            |            |
| Classificació de l'etapa |                        |                            |            |
| Corredor | Corredor               | Equip                      | Temps      |
| 1r | Daniel Martínez Poveda | Bora-Hansgrohe             | 3h 55' 35" |
| 2n | Remco Evenepoel        | Soudal Quick-Step          | + 0"       |
| 3r | Thomas Pidcock         | Ineos Grenadiers           | + 3"       |
| 4t | Cristian Scaroni       | Astana Qazaqstan Team      | + 7"       |
| 5è | Jan Tratnik            | Team Visma \| Lease a Bike | + 7"       |
| 6è | Sepp Kuss              | Team Visma \| Lease a Bike | + 7"       |
| 7è | Tao Geoghegan Hart     | Lidl-Trek                  | + 16"      |
| 8è | Ben Healy              | EF Education-EasyPost      | + 16"      |
| 9è | Thymen Arensman        | Ineos Grenadiers           | + 16"      |
| 10è | António Morgado        | UAE Team Emirates          | + 24"      |

## Classificació final
| \| Classificació general \| Classificació general \| Classificació general \| Classificació general \| Classificació general \| \| Corredor \| Corredor \| Equip \| Temps \| \| \| --------------------- \| ---------------------- \| -------------------------- \| --------------------- \| --------------------- \| \| 1r \| Remco Evenepoel \| Soudal Quick-Step \| 18h 45' 53" \| \| \| 2n \| Daniel Martínez Poveda \| Bora-Hansgrohe \| + 43" \| \| \| 3r \| Jan Tratnik \| Team Visma \\| Lease a Bike \| + 1' 21" \| \| \| 4t \| Ben Healy \| EF Education-EasyPost \| + 1' 42" \| \| \| 5è \| Thymen Arensman \| Ineos Grenadiers \| + 1' 45" \| \| \| 6è \| Thomas Pidcock \| Ineos Grenadiers \| + 1' 49" \| \| \| 7è \| Wout van Aert \| Team Visma \\| Lease a Bike \| + 1' 57" \| \| \| 8è \| Sepp Kuss \| Team Visma \\| Lease a Bike \| + 1' 59" \| \| \| 9è \| Stefan Küng \| Groupama-FDJ \| + 2' 06" \| \| \| 10è \| António Morgado \| UAE Team Emirates \| + 2' 09" \| \| |                        |                            |             |
| |                        |                            |             |
| Font: ProCyclingStats |                        |                            |             |
| Classificació general |                        |                            |             |
| Corredor | Corredor               | Equip                      | Temps       |
| 1r | Remco Evenepoel        | Soudal Quick-Step          | 18h 45' 53" |
| 2n | Daniel Martínez Poveda | Bora-Hansgrohe             | + 43"       |
| 3r | Jan Tratnik            | Team Visma \| Lease a Bike | + 1' 21"    |
| 4t | Ben Healy              | EF Education-EasyPost      | + 1' 42"    |
| 5è | Thymen Arensman        | Ineos Grenadiers           | + 1' 45"    |
| 6è | Thomas Pidcock         | Ineos Grenadiers           | + 1' 49"    |
| 7è | Wout van Aert          | Team Visma \| Lease a Bike | + 1' 57"    |
| 8è | Sepp Kuss              | Team Visma \| Lease a Bike | + 1' 59"    |
| 9è | Stefan Küng            | Groupama-FDJ               | + 2' 06"    |
| 10è | António Morgado        | UAE Team Emirates          | + 2' 09"    |

### Classificacions secundàries
| Classificació per punts | Classificació per punts | Classificació per punts    | Classificació per punts | Classificació per punts |
| Corredor                | Corredor                | Equip                      | Punts                   |                         |
| ----------------------- | ----------------------- | -------------------------- | ----------------------- | ----------------------- |
| 1r                      | Gerben Thijssen         | Intermarché-Wanty          | 44 pts                  |                         |
| 2n                      | Daniel Martínez Poveda  | Bora-Hansgrohe             | 30 pts                  |                         |
| 3r                      | Wout van Aert           | Team Visma \| Lease a Bike | 29 pts                  |                         |
| 4t                      | Rui Oliveira            | UAE Team Emirates          | 28 pts                  |                         |
| 5è                      | Remco Evenepoel         | Soudal Quick-Step          | 24 pts                  |                         |
| 6è                      | Jan Tratnik             | Team Visma \| Lease a Bike | 16 pts                  |                         |
| 7è                      | Marius Mayrhofer        | Tudor Pro Cycling Team     | 16 pts                  |                         |
| 8è                      | Jordi Meeus             | Bora-Hansgrohe             | 16 pts                  |                         |
| 9è                      | Thomas Pidcock          | Ineos Grenadiers           | 15 pts                  |                         |
| 10è                     | Sepp Kuss               | Team Visma \| Lease a Bike | 15 pts                  |                         |

| Classificació per punts | Classificació per punts | Classificació per punts    | Classificació per punts | Classificació per punts |
| Corredor                | Corredor                | Equip                      | Punts                   |                         |
| ----------------------- | ----------------------- | -------------------------- | ----------------------- | ----------------------- |
| 1r                      | Gerben Thijssen         | Intermarché-Wanty          | 44 pts                  |                         |
| 2n                      | Daniel Martínez Poveda  | Bora-Hansgrohe             | 30 pts                  |                         |
| 3r                      | Wout van Aert           | Team Visma \| Lease a Bike | 29 pts                  |                         |
| 4t                      | Rui Oliveira            | UAE Team Emirates          | 28 pts                  |                         |
| 5è                      | Remco Evenepoel         | Soudal Quick-Step          | 24 pts                  |                         |
| 6è                      | Jan Tratnik             | Team Visma \| Lease a Bike | 16 pts                  |                         |
| 7è                      | Marius Mayrhofer        | Tudor Pro Cycling Team     | 16 pts                  |                         |
| 8è                      | Jordi Meeus             | Bora-Hansgrohe             | 16 pts                  |                         |
| 9è                      | Thomas Pidcock          | Ineos Grenadiers           | 15 pts                  |                         |
| 10è                     | Sepp Kuss               | Team Visma \| Lease a Bike | 15 pts                  |                         |

| Classificació de la muntanya | Classificació de la muntanya | Classificació de la muntanya     | Classificació de la muntanya | Classificació de la muntanya |
| Corredor                     | Corredor                     | Equip                            | Punts                        |                              |
| ---------------------------- | ---------------------------- | -------------------------------- | ---------------------------- | ---------------------------- |
| 1r                           | Daniel Martínez Poveda       | Bora-Hansgrohe                   | 16 pts                       |                              |
| 2n                           | Remco Evenepoel              | Soudal Quick-Step                | 14 pts                       |                              |
| 3r                           | Andreas Leknessund           | Uno-X Mobility                   | 13 pts                       |                              |
| 4t                           | Sepp Kuss                    | Team Visma \| Lease a Bike       | 9 pts                        |                              |
| 5è                           | Nicolás Tivani Pérez         | Aviludo-Louletano-Loulé Concelho | 8 pts                        |                              |
| 6è                           | Wout van Aert                | Team Visma \| Lease a Bike       | 8 pts                        |                              |
| 7è                           | Tomás Contte                 | Aviludo-Louletano-Loulé Concelho | 7 pts                        |                              |
| 8è                           | Ben Healy                    | EF Education-EasyPost            | 6 pts                        |                              |
| 9è                           | Martin Bugge Urianstad       | Uno-X Mobility                   | 6 pts                        |                              |
| 10è                          | Max Walker                   | Astana Qazaqstan Team            | 6 pts                        |                              |

| Classificació de la muntanya | Classificació de la muntanya | Classificació de la muntanya     | Classificació de la muntanya | Classificació de la muntanya |
| Corredor                     | Corredor                     | Equip                            | Punts                        |                              |
| ---------------------------- | ---------------------------- | -------------------------------- | ---------------------------- | ---------------------------- |
| 1r                           | Daniel Martínez Poveda       | Bora-Hansgrohe                   | 16 pts                       |                              |
| 2n                           | Remco Evenepoel              | Soudal Quick-Step                | 14 pts                       |                              |
| 3r                           | Andreas Leknessund           | Uno-X Mobility                   | 13 pts                       |                              |
| 4t                           | Sepp Kuss                    | Team Visma \| Lease a Bike       | 9 pts                        |                              |
| 5è                           | Nicolás Tivani Pérez         | Aviludo-Louletano-Loulé Concelho | 8 pts                        |                              |
| 6è                           | Wout van Aert                | Team Visma \| Lease a Bike       | 8 pts                        |                              |
| 7è                           | Tomás Contte                 | Aviludo-Louletano-Loulé Concelho | 7 pts                        |                              |
| 8è                           | Ben Healy                    | EF Education-EasyPost            | 6 pts                        |                              |
| 9è                           | Martin Bugge Urianstad       | Uno-X Mobility                   | 6 pts                        |                              |
| 10è                          | Max Walker                   | Astana Qazaqstan Team            | 6 pts                        |                              |

| Classificació del millor jove | Classificació del millor jove | Classificació del millor jove    | Classificació del millor jove | Classificació del millor jove |
| Corredor                      | Corredor                      | Equip                            | Temps                         |                               |
| ----------------------------- | ----------------------------- | -------------------------------- | ----------------------------- | ----------------------------- |
| 1r                            | António Morgado               | UAE Team Emirates                | 18h 48' 02"                   |                               |
| 2n                            | Magnus Sheffield              | Ineos Grenadiers                 | + 3' 32"                      |                               |
| 3r                            | Jan Christen                  | UAE Team Emirates                | + 4' 43"                      |                               |
| 4t                            | Per Strand Hagenes            | Team Visma \| Lease a Bike       | + 10' 39"                     |                               |
| 5è                            | Jaume Guardeño Romá           | Caja Rural-Seguros RGA           | + 13' 18"                     |                               |
| 6è                            | Enzo Paleni                   | Groupama-FDJ                     | + 21' 31"                     |                               |
| 7è                            | Mathias Vacek                 | Lidl-Trek                        | + 27' 01"                     |                               |
| 8è                            | Pavel Bittner                 | Team dsm-firmenich PostNL        | + 28' 12"                     |                               |
| 9è                            | Alexandre Montez              | Credibom-LA Alumínios-Marcos Car | + 31' 36"                     |                               |
| 10è                           | Duarte Domingues              | Sabgal-Anicolor                  | + 44' 20"                     |                               |

| Classificació del millor jove | Classificació del millor jove | Classificació del millor jove    | Classificació del millor jove | Classificació del millor jove |
| Corredor                      | Corredor                      | Equip                            | Temps                         |                               |
| ----------------------------- | ----------------------------- | -------------------------------- | ----------------------------- | ----------------------------- |
| 1r                            | António Morgado               | UAE Team Emirates                | 18h 48' 02"                   |                               |
| 2n                            | Magnus Sheffield              | Ineos Grenadiers                 | + 3' 32"                      |                               |
| 3r                            | Jan Christen                  | UAE Team Emirates                | + 4' 43"                      |                               |
| 4t                            | Per Strand Hagenes            | Team Visma \| Lease a Bike       | + 10' 39"                     |                               |
| 5è                            | Jaume Guardeño Romá           | Caja Rural-Seguros RGA           | + 13' 18"                     |                               |
| 6è                            | Enzo Paleni                   | Groupama-FDJ                     | + 21' 31"                     |                               |
| 7è                            | Mathias Vacek                 | Lidl-Trek                        | + 27' 01"                     |                               |
| 8è                            | Pavel Bittner                 | Team dsm-firmenich PostNL        | + 28' 12"                     |                               |
| 9è                            | Alexandre Montez              | Credibom-LA Alumínios-Marcos Car | + 31' 36"                     |                               |
| 10è                           | Duarte Domingues              | Sabgal-Anicolor                  | + 44' 20"                     |                               |

| Classificació per equips | Classificació per equips   | Classificació per equips | Classificació per equips |
| Equip                    | Equip                      | Temps                    |                          |
| ------------------------ | -------------------------- | ------------------------ | ------------------------ |
| 1r                       | Team Visma \| Lease a Bike | 56h 22' 29"              |                          |
| 2n                       | Bora-Hansgrohe             | + 1' 28"                 |                          |
| 3r                       | Ineos Grenadiers           | + 3' 16"                 |                          |
| 4t                       | Soudal Quick-Step          | + 9' 23"                 |                          |
| 5è                       | UAE Team Emirates          | + 9' 29"                 |                          |
| 6è                       | EF Education-EasyPost      | + 9' 53"                 |                          |
| 7è                       | Lidl-Trek                  | + 14' 26"                |                          |
| 8è                       | Astana Qazaqstan Team      | + 15' 14"                |                          |
| 9è                       | Uno-X Mobility             | + 21' 42"                |                          |
| 10è                      | Groupama-FDJ               | + 22' 22"                |                          |

| Classificació per equips | Classificació per equips   | Classificació per equips | Classificació per equips |
| Equip                    | Equip                      | Temps                    |                          |
| ------------------------ | -------------------------- | ------------------------ | ------------------------ |
| 1r                       | Team Visma \| Lease a Bike | 56h 22' 29"              |                          |
| 2n                       | Bora-Hansgrohe             | + 1' 28"                 |                          |
| 3r                       | Ineos Grenadiers           | + 3' 16"                 |                          |
| 4t                       | Soudal Quick-Step          | + 9' 23"                 |                          |
| 5è                       | UAE Team Emirates          | + 9' 29"                 |                          |
| 6è                       | EF Education-EasyPost      | + 9' 53"                 |                          |
| 7è                       | Lidl-Trek                  | + 14' 26"                |                          |
| 8è                       | Astana Qazaqstan Team      | + 15' 14"                |                          |
| 9è                       | Uno-X Mobility             | + 21' 42"                |                          |
| 10è                      | Groupama-FDJ               | + 22' 22"                |                          |

## Evolució de les classificacions
| Etapa              | Vencedor           | Classificació general | Classificació de la muntanya | Classificació per punts | Classificació dels joves | Classificació per equips |
| ------------------ | ------------------ | --------------------- | ---------------------------- | ----------------------- | ------------------------ | ------------------------ |
| 1                  | Gerben Thijssen    | Gerben Thijssen       | Gerben Thijssen              | Tomás Contte            | Magnus Sheffield         | Ineos Grenadiers         |
| 2                  | Daniel Martínez    | Daniel Martínez       | Gerben Thijssen              | Daniel Martínez         | António Morgado          | Bora-Hansgrohe           |
| 3                  | Wout van Aert      | Daniel Martínez       | Gerben Thijssen              | Daniel Martínez         | António Morgado          | Bora-Hansgrohe           |
| 4                  | Remco Evenepoel    | Remco Evenepoel       | Gerben Thijssen              | Daniel Martínez         | Magnus Sheffield         | Ineos Grenadiers         |
| 5                  | Daniel Martínez    | Remco Evenepoel       | Gerben Thijssen              | Daniel Martínez         | António Morgado          | Team Visma-Lease a Bike  |
| Classements finals | Classements finals | Remco Evenepoel       | Gerben Thijssen              | Daniel Martínez         | António Morgado          | Team Visma-Lease a Bike  |